# غوس فينكلر
غوس فينكلر (بالإنجليزية: Gus Winkler)‏ هو Q46961 أمريكي، ولد في 28 مارس 1901 في سانت لويس في الولايات المتحدة، وتوفي في 9 أكتوبر 1933 في شيكاغو في الولايات المتحدة.